# Anders Carlsson (fotbollsspelare)
Anders "Cöla" Carlsson, född 16 september 1965 är en svensk före detta fotbollsspelare med meriter i Allsvenskan med Örgryte IS (SM-guld 1985) och Västra Frölunda IF samt meriter från ungdomslandslag.

## Klubbar
- BK Skottfint, 2005-
- Säve SK, 2001-2004
- Näsets SK, 2000
- SK Höjden, 1999
- Lindome GIF, 1996-1998
- Quattro IF, 1995
- IF Warta, 1993-1994 och 1986-1987
- Gårda BK, 1991-1992
- Västra Frölunda IF, 1988-1990 och 1981-1983
- Örgryte IS, 1984-1985